# Mykola Malyschko

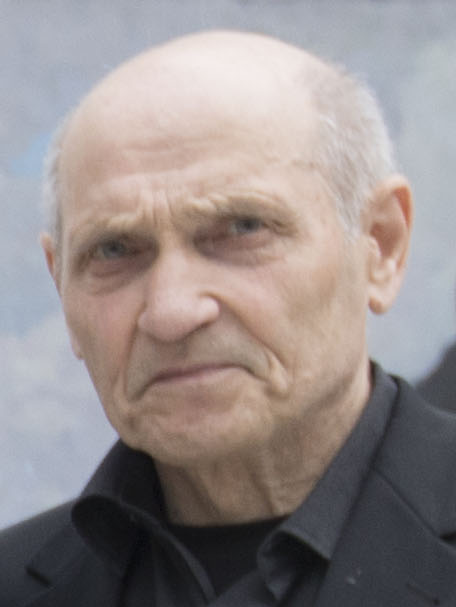
Mykola Malyschko 2017

Mykola Oleksijowytsch Malyschko (ukrainisch Микола Олексійович Малишко; * 15. Februar 1938 in Snameniwka, Oblast Dnipropetrowsk, Ukrainische SSR) ist ein ukrainischer Bildhauer und Maler.

## Leben
Mykola Malyschko kam im Dorf Snameniwka bei Nowomoskowsk in der Ukraine zur Welt und studierte bis 1967 am Staatlichen Kunstinstitut in Kiew und arbeitet seitdem im Genre der Malerei und der Monumentalkunst. Seit 1976 ist er Mitglied der Nationalen Künstlerverbandes der Ukraine. Seit den 1970er Jahren gehörte er zu einer Gruppe inoffizieller Künstler, zu der unter anderem auch Iwan Martschuk gehörte, die ihre Werke nur einem sehr engen Freundeskreis zeigten. Einige seiner Werke sind im Nationalen-Taras-Schewtschenko-Museum in Kiew sowie im Nationalen Museum in Lwiw ausgestellt. Malyschko lebt und arbeitet im Dorf Maljutjanka 30 km südwestlich von Kiew.

## Ehrungen
- 2017 Taras-Schewtschenko-Preis, Staatspreis der Ukraine[3]
- 2009 Verdienter Künstler der Ukraine[4]
- 1998 Wassyl-Stus-Preis